# Fredericus Quartus
Die Fredericus Quartus war ein 110-Kanonen-Linienschiff der dänisch-norwegischen Marine, das von 1699 bis 1732 in Dienst stand. Beim Stapellauf war es das größte Kriegsschiff der Welt.

## Geschichte
Entworfen wurde das Linienschiff vom Schiffbaumeister und Kommandeurkapitän Ole Judichær und 1699 auf der Orlogsværftet auf Nyholm in Kopenhagen auf Kiel gelegt. Nach der Dannebroge mit Baunummer „1“ war es das zehnte Schiff, das Judichær auf Nyholm baute. Der Stapellauf fand am 19. Dezember 1699 statt. Es war damit das letzte dänische große Kriegsschiff, das im 17. Jahrhundert gebaut und eines der am schönsten verzierten seiner Zeit. Als Name war Store Christianus Quintus vorgesehen, da es bereits ein 100-Kanonen-Schiff mit Namen Christianus Quintus gab. Nachdem jedoch der dänische König Christian V. am 25. August 1699 starb, wurde das größte Schiff der Flotte nach seinem Sohn und Nachfolger Friedrich IV. benannt.
Während seiner Probefahrt hatte das Linienschiff am 26. Juni 1701 südöstlich von Dragør eine Grundberührung. Die bis dahin unbekannte Untiefe wurde als Quartusgrunden in die Karten eingetragen.

## Zweites Schiff mit gleichem Namen
Es gab wohl noch ein zweites Schiff unter gleichem Namen, welches als Sklavenhandelsschiff für die Dänische Westindien-Kompanie fuhr und im Jahr 1710 zusammen mit der Christianus Quintus vor der Küste von Costa Rica sank.

## Einsatz
Mit fast 1000 Mann Besatzung war der Dreidecker zu groß für die dänisch-norwegische Flotte, die über eine Friedensstärke von 4000 Mann verfügte. Während des Großen Nordischen Kriegs nahm die Fredericus Quartus an Operationen der dänischen Flotte teil. In der Seeschlacht in der Køgebucht kam sie im Oktober 1710 als Flaggschiff von Admiral Stöcken zum Einsatz. Bei dem Gefecht kam es aber nicht in eine Position, um die Stärke seiner Breitseiten zu demonstrieren.
In der Seeschlacht vor Rügen gehörte die Fredericus Quartus im September 1712 zu den Hauptkräften, die nicht in die Kämpfe eingriffen. Jedoch konnte Admiral Gyldenløve die schwedischen Linienschiffe ausmanövrieren und durch Vernichtung der Transportflotte den geplanten Polen-Feldzug der Schweden zum Scheitern bringen. Vor der Auseinandersetzung war Zar Peter der Große Gast an Bord des Schiffes.
Danach kam die Fredericus Quartus nicht mehr zum Einsatz. Der Dreidecker hatte sich als teuer im Unterhalt erwiesen und seine Segeleigenschaften in Flachwassergebieten waren nicht sehr gut. Jedoch wurde das Schiff 1715 mit neuen Kanonen ausgerüstet und 1717 überholt und mit neuen Masten ausgerüstet. Es wurde wie eine Präsenzflotte in Bereitschaft gehalten. Hinzu kommt, dass die dänisch-norwegische Flotte außer der Dannebroge keine Linienschiffe im Krieg verloren hatte und 1720 die von Historikern so genannte „lange Fredsperiode“ (lange Friedensperiode) anbrach.
Nachdem König Friedrich IV. im Oktober 1730 starb, wurde das Schiff aus der Schiffsliste gestrichen und 1732 abgewrackt.

## Sonstiges
Der dänisch-norwegische Generaladmiral Gyldenløve wählte als Flaggschiff die kleinere Elephanten mit 90 Kanonen. Die beiden Namensgeber des großen 110-Kanonen-Schiffs waren sein Vater und sein Halbbruder.
Die Pläne die Baumeister Judichær anfertigte, sind alle vom Holmadmiral Stöcken unterzeichnet. Nachdem er das Schiff und ein Geschwader in der Køgebucht befehligte, wurden ihm alle Baumängel dänischer Schiffe zur Last gelegt und Stöcken erhielt seinen Abschied. 
Modelle der Fredericus Quartus befinden sich in der Bågø Kirke auf Bågø, im Heerings Gård und im Admiral-Hotel in Kopenhagen.
Zum 250ten Jubiläum der dänischen Søofficersskolen (Seeoffiziers-Schule) gab die Dänische Post 1951 zwei Briefmarken zu 25 und 50 Øre heraus. Sie zeigen beide das gleiche Motiv der Fredericus Quartus.
Über dem Quartusgrunden wurde am 12. Juni 1937 der Leuchtturm Drogden Fyr in Betrieb genommen. Er ersetzte eine Reihe von Feuerschiffen (Drogden Fyrskib), die dort seit 1837 Dienst taten.

## Technische Beschreibung
Die Fredericus Quartus war als Batterieschiff mit drei durchgehenden Geschützdecks konzipiert und hatte eine Länge von 57,9 Metern (Geschützdeck), eine Breite von 15,5 Metern und einen Tiefgang von 6,95 Metern und war ein Rahsegler mit drei Masten (Fockmast, Großmast und Kreuzmast). Der Rumpf schloss im Heckbereich mit einem Heckspiegel, in den Galerien integriert waren, die in die seitlich angebrachten Seitengalerien mündeten.
Die Besatzung hatte eine Stärke von 950 Mann. Die Bewaffnung der bestand aus 110 Kanonen, wobei verwendeten 36-Pfünder-Kanonen das größte Kaliber dänischer Segelkriegsschiffe war.
|        | Unteres Batteriedeck | Mittleres Batteriedeck | Oberes Batteriedeck | Backdeck                     | Achterdeck                   | Kanonen (Geschossgewicht) |
| ------ | -------------------- | ---------------------- | ------------------- | ---------------------------- | ---------------------------- | ------------------------- |
| Design | 28 × 36-Pfünder      | 28 × 18-Pfünder        | 28 × 12-Pfünder     | 20 × 6-Pfünder 6 × 4-Pfünder | 20 × 6-Pfünder 6 × 4-Pfünder | 110 Kanonen (490,8 kg)    |

## Ähnliche Schiffe
- Royal Louis – französisches 110-Kanonen-Linienschiffen (1693–1723)
- Konung Karl – schwedisches 108-Kanonen-Linienschiff (1694–1771)
- Royal Sovereign – englisch/britisches 100-Kanonen-Linienschiff (1702–1768)